# 奧東 (薩伏依伯爵)
奧東（法語：Odon, Oddon, Othon; 1023年—1060年3月）是薩伏依伯爵（1052年—1060年）。翁貝托一世之子，兄長阿梅迪奧一世去世後繼位。奧東娶蘇薩的阿德萊德，他們的兒子是皮特羅一世以及阿梅迪奧二世。